# 小松清穆
小松 清穆（こまつ きよあつ）は、江戸時代後期の薩摩藩士。家格一所持。通称に帯刀。

## 出自
出自は島津久明を祖とする一所持格の島津準次男家。寛政11年（1799年）10月に、一所持小松家の当主で親族の小松清宗の養子となる。清宗は、血統上は祖父の従兄弟であるが、実家においては養玄祖父であり、小松家においては養父という、複雑な関係であった。なお、小松家にはいる前は準次男家島津氏の規定により三崎氏を称する。

## 略歴
島津久儔の次男として誕生。母は町田監物久甫の長女。幼名は松之助。
小松清宗の養嗣子となり、文化3年（1806年）に養父の死により、家督を相続。藩では3番目の席次の職である大目付まで昇進し、文政13年（1830年）から天保3年（1832年）まで伊集院郷地頭を兼務。天保11年（1840年）に隠居。薫山と号した。聡明であった次男・清猷が跡を継いだ。しかし清猷は安政2年（1855年）に急死しており、その養嗣子に家老として著名な小松帯刀清廉が出ている。
清廉の家督相続後に死去。

## 系譜
- 父：島津久儔
- 母：町田監物久甫の長女
- 養父：小松清宗（1743-1806）
- 正室：島津彦大夫久逵の長女 - 久達は近思録崩れに連座した
  - 次男：小松清猷（1827-1855）
  - 四女：小松近（1828-1884） - 宮之原主計通哲養女、小松清廉正室
  - 六女：壽賀（すが、生没年不詳） - 永吉領主島津久敬室
- 側室：秋目郷士丸野仲太の三女
  - 五女：須磨（すま、文政11年（1828年）11月 - 没年不詳） - 大野多宮久甫室
  - 七女：高（たか、天保2年（1831年） - 没年不詳） - 上野司室
- 生母不明の子女
  - 長女：汲（くみ、文化13年9月2日（1816年） - 安政3年9月21日（1856年）） - 生母不詳[注釈 2]、町田久長室
    - 長男：町田久成
    - 四男：小松清緝 - 町田申四郎、実績

  - 長男：安袈裟（やすげさ、生没年不詳） - 生母不詳[注釈 2]、5歳で夭折
  - 次女：富（とみ、生没年不詳） - 生母不詳[注釈 2]、喜入摂津の室
  - 三女：栄（えい、生没年不詳） - 生母不詳[注釈 2]、島津掃部の室、後に掃部と離縁
  - 娘：宮之原通哲室 - 生母不詳[注釈 2]

## 登場作品
テレビドラマ
- 『篤姫』（2008年、NHK大河ドラマ、演：伊藤鉱）